# V tichu
V tichu je slovensko-český film režiséra Zdeňka Jiráského z roku 2014. Je to s tříletým odstupem jeho druhý hraný celovečerní film po debutových Poupatech. Jde o drama inspirované situací židovských hudebníků za druhé světové války. Hlavními postavami jsou baletka Alice Flachová, pianista, dirigent a hudebník Karol Elbert, skladatel, dirigent, klavírista, hudební historik a hudební ředitel divadla Arthur Chitz, klavíristka Edith Kraus a pěvecká skupina Comedian Harmonists. 
Snímek měl premiéru na festivalu v Karlových Varech, získal tři hlavní ceny na 7. ročníku festivalu v Kosovu a dvě hlavní ceny na festivalu v americkém Phoenixu, byl zařazen také v soutěžních sekcích festivalů v Chicagu, jihokorejském Pussanu a řeckých Thessalonikách. Distribuční předpremiéra se uskutečnila 15. října 2014 v Městské knihovně v Praze v rámci putovní přehlídky současné slovenské kinematografie a o den později byl film uveden do kin. Televizní premiéru si odbyl na programu ČT art 6. května 2015.